# Józef Pankiewicz
Józef Pankiewicz (n. 29 noiembrie 1866, Lublin, Polonia Congresului – d. 4 iulie 1940, La Ciotat, Provence-Alpes-Côte d'Azur, Franța) a fost un pictor, grafician și profesor polonez, fratele mai mic al Eugeniei Pankiewicza. Pankiewicz a fost un membru proeminent al Tinerei Polonii și fondatorul Mișcării Kapiste care derivă din postimpresionismul francez. 
Studiile și le-a făcut la Academia de Arte Frumoase din Varșovia sub directa îndrumare a lui Wojciech Gerson și Aleksander Gierymski. Împreună cu Władysław Podkowiński a călătorit la Sankt Petersburg unde a câștigat o bursă de studii la Academia Imperială de Arte Frumoase.
Mai târziu, în 1889, ambii artiști au plecat la Paris unde Pankiewicz se împrietenește cu Pierre Bonnard de la care preia stilul și filozofia artei sale. În perioada șederii sale în Spania, Jozef Pankiewicz abandonează stilul bonnardian preluând fauvismul.

## Biografie
Formarea sa artistică a început ca elev în anul 1884 când a urmat cursurile Academiei de Arte Frumoase din Varșovia la clasa profesorului Wojciech Gerson și a lui Aleksander Gierymski. La acea vreme, Pankiewicz urma influența puternică a realismului polonez și mai apoi, a fost puternic atras de pictura lui Camille Corot și a reprezentanților Școlii de la Barbizon. Întorcându-se la Varșovia, el a împărțit același atelier cu  Władysław Podkowiński, în perioada 1886 - 1888. Acum a pictat scene realiste în principal din Varșovia, vânzători ambulanți precum și viața de zi cu zi a evreilor polonezi. De asemenea, a făcut o serie de desene pentru revista „Tygodnik Ilustrowany”.

### Perioada pariziană

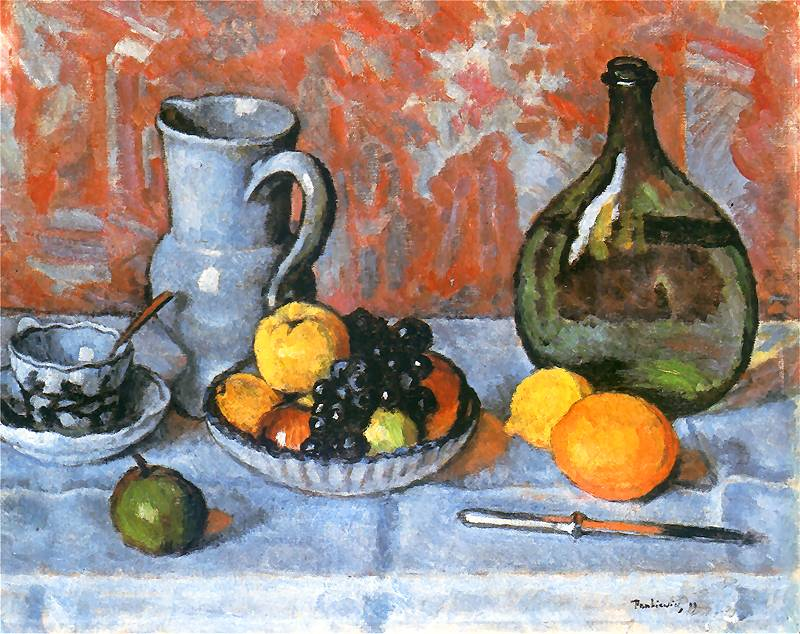
Natură statică cu fructe și cuțit"din 1909

Józef Pankiewicz a trăit și a lucrat la Paris în perioada 1889 -1990 împreună cu prietenul său polonez Podkowiński. Fiind sub influența pictorului polonez Aleksander Gierymski, la Expoziția Universală din 1889 artistul primește medalia de argint pentru pictura „Targ na jarzyny na Placu za Żelazna Brama“ (germană Gemüsemarkt auf dem Platz hinter dem Eisernen Tor). Cât a stat la Paris, Pankiewicz a fost impresionat de pictura lui Claude Monet și ca urmare a experimentat cu succes tehnici de reprezentare impresioniste în propriile sale lucrări. După întoarcerea sa în  Polonia, el a dus pictura poloneză de la impresionism spre luminism. Peisajele pline de lumină pe care le-a pictat în zona istorică a pitorescului oraș Kazimierz Dolny are la bază tonurile reci și calde aplicate prin tehnica pointilismului. Când Aleksander Krywult, Pankiewicz și Podkowinski au expus o serie controversată de pânze cu peisaje impresioniste, critica de artă a fost vehementă. Galeria de artă Georges Petit din Paris a expus în anul 1900 lucrările lui Pankiewicz, de asemenea ele au fost prezente la diverse saloane din Paris cum ar fi Salonul de toamnă din 1904, 1907, 1909 și 1919 și la saloanele Societății Artiștilor Independenți din 1911 și 1912. Din 1897, Pankiewicz a fost membrul comunității artistice "Sztuka" din Cracovia, asociație  care a organizat în mod regulat expoziții ale artiștilor polonezi atât în țară cât și în străinătate. Pankiewicz a călătorit deseori în Europa vizitând Olanda, Belgia, Anglia, Germania, Italia și Franța. În 1899 a publicat prima colecție de grafică din Polonia sub numele "Quatorze Eaux-Fortes".

### Profesor universitar
În anul 1906, Józef Pankiewicz este numit profesor la Academia de Arte Frumoase Jan Matejko din Cracovia. Cu ocazia unui sejur în Franța din anul 1908, Josef il cunoaște pe Pierre Bonnard și pe Félix Fénéon, pictori care vor avea o puternică influență în pictura sa ulterioară.  În timpul primului război mondial Pankiewicz se stabilește în Spania unde îl cunoaște pe Władysław Jahl. În 1922 face o expoziție personală la Galeria Bernheim-Jeune din Paris unde are parte de multe aprecieri elogioase vis-a-vis de pictura sa. Din anul 1923 revine la profesorat în Cracovia de unde pleacă din nou la Paris pentru a conduce,  în perioada 1925 - 1937, o filială a Academiei din Cracovia, pe pământ franțuzesc. Lucrările sale au fost expuse la galeriile din Varșovia (1923) și la Palatul de Arte din Cracovia (1924).
La Expoziția Națională din Poznan (Powszechna Wystawa Krajowa) din anul 1929, Józef Pankiewicz primește medalia de aur. În 1933, Institutul de promovare culturală din Varșovia a organizat o mare expoziție retrospectivă pentru a sărbători cea de a 40-a aniversare a carierei sale artistice. Ziua de naștere a artistului din anul 1936, zi în care se aniversa și împlinirea a vârstei de 70 de ani, a determinat organizarea unei expoziții a lucrărilor sale din colecția  Feliks Jasieński  la Muzeul Național de Artă din Cracovia. În același an a făcut mai multe călătorii de afaceri la Saint-Tropez, Cassis, Sanary și se stabilește în cele din urmă la La Ciotat, unde a trăit până la moartea sa.
Ca pictor și profesor, Pankiewicz, a jucat un rol modelator pentru întreaga sa generație de artiști, fondând una din mișcările importante în cultura poloneză numită Mișcarea Kapistă. Dintre membrii fervenți ai mișcării pot fi enumerații printre cei mai de seamă: Jan Cybis, Artur Nacht-Samborski, Józef Czapski, Zygmunt Waliszewski și Tadeusz Piotr Potworowski. În plus, Józef Pankiewicz a fost unul din pionierii graficii artistice poloneze. Lucrari ale lui Pankiewicz se află în diverse muzee din Polonia, inclusiv Muzeul Național din Wroclaw, Gdansk, Kielce, Cracovia, Poznan și Varșovia.

## Premii

Crucea de Comador a Ordinului Polonia Restituta

Józef Pankiewicz a fost membrul Societății artiștilor polonezi din Paris și membrul artiștilor polonezi din Franța. În 1828 devine membru al Asociației pragheze a artiștilor "Manes", iar în 1927 guvernul francez îi acordă artistului ordinul Calaver de Onoare al Legiunii. Guvernul polonez îi va acorda Crucea de Comador a Ordinului Polonia Restituta.

## Galerie imagini

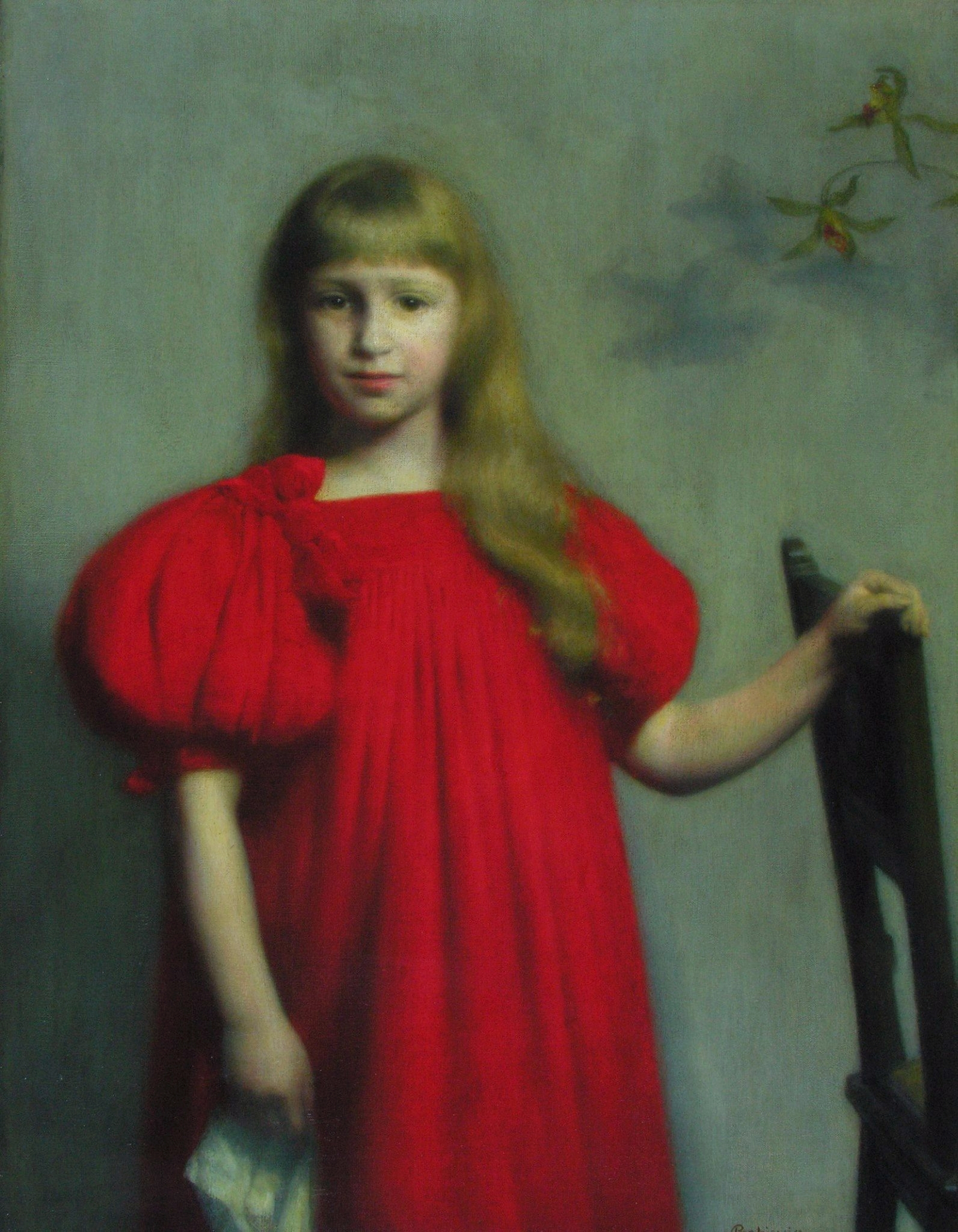
Portret de fată cu rochie roşie
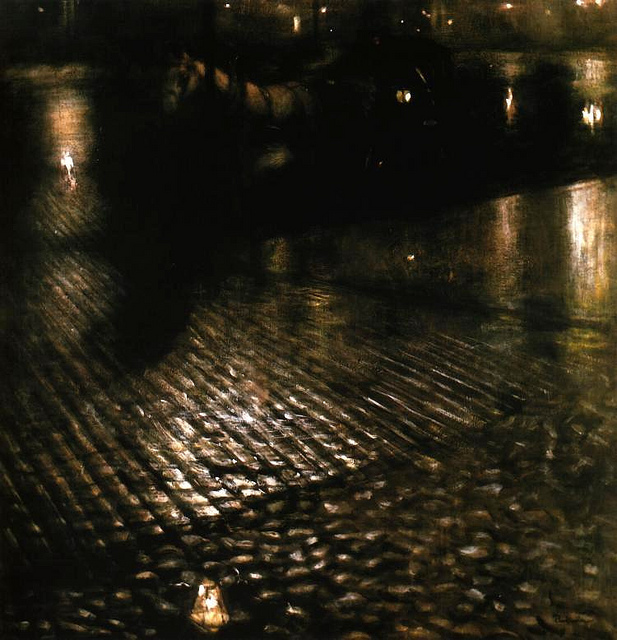
Varşovia noaptea
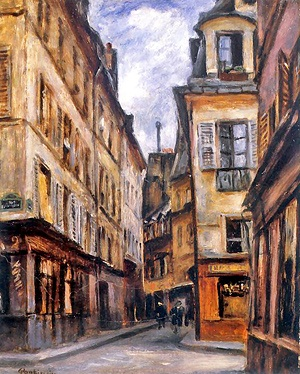
Rue Cardinale
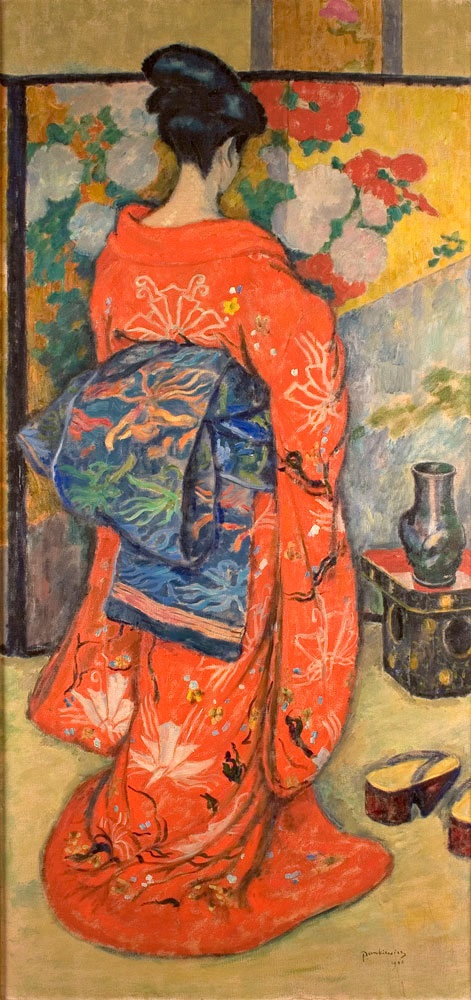
Kimonoul roşu
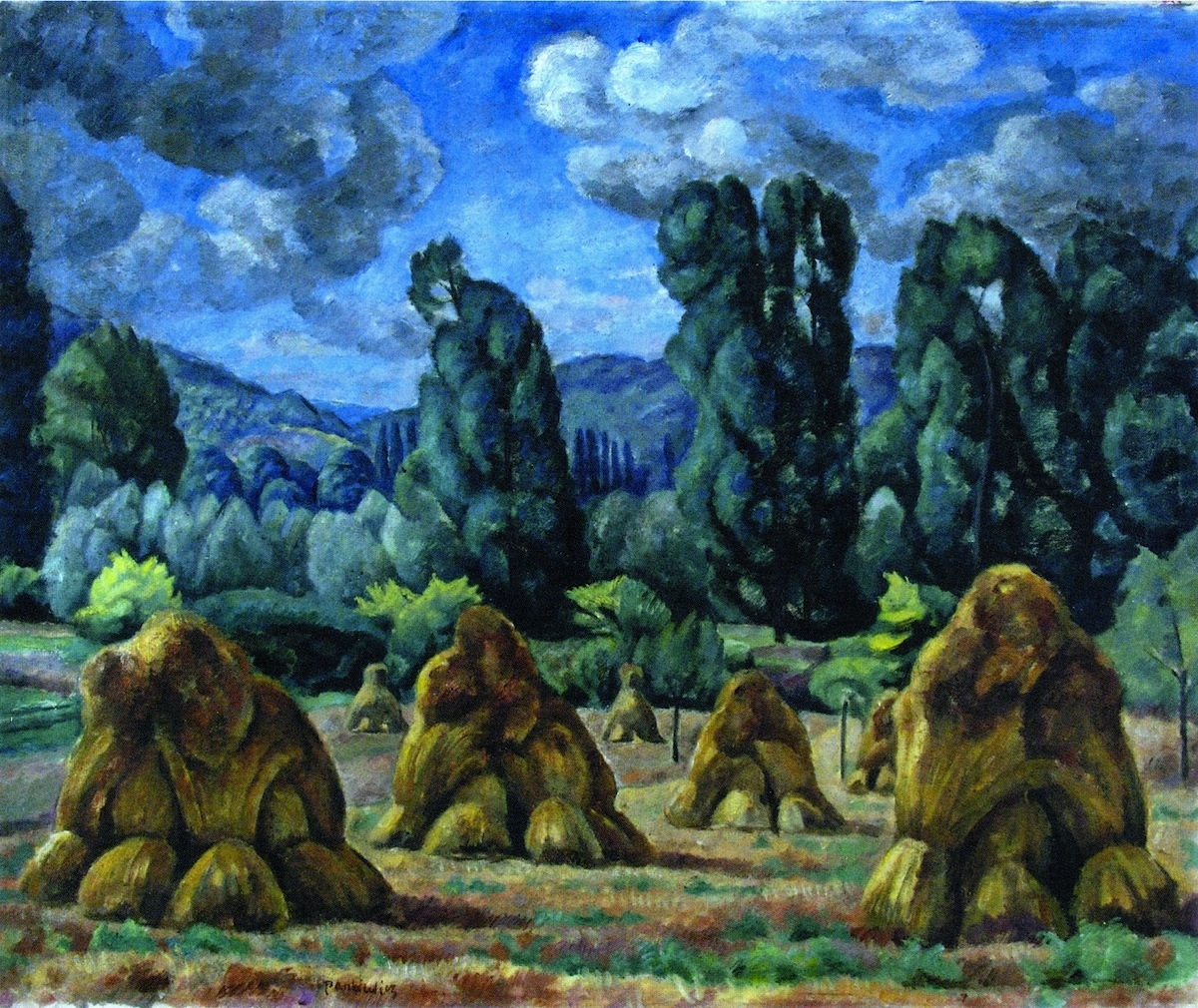
Haustacks - zona Normandiei
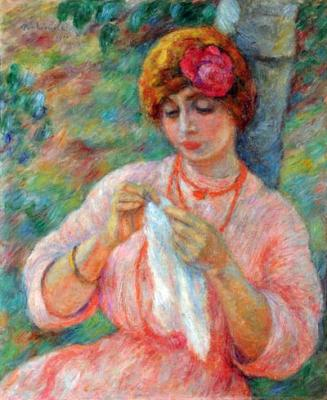
Portretul d-nei Marty Bonnard
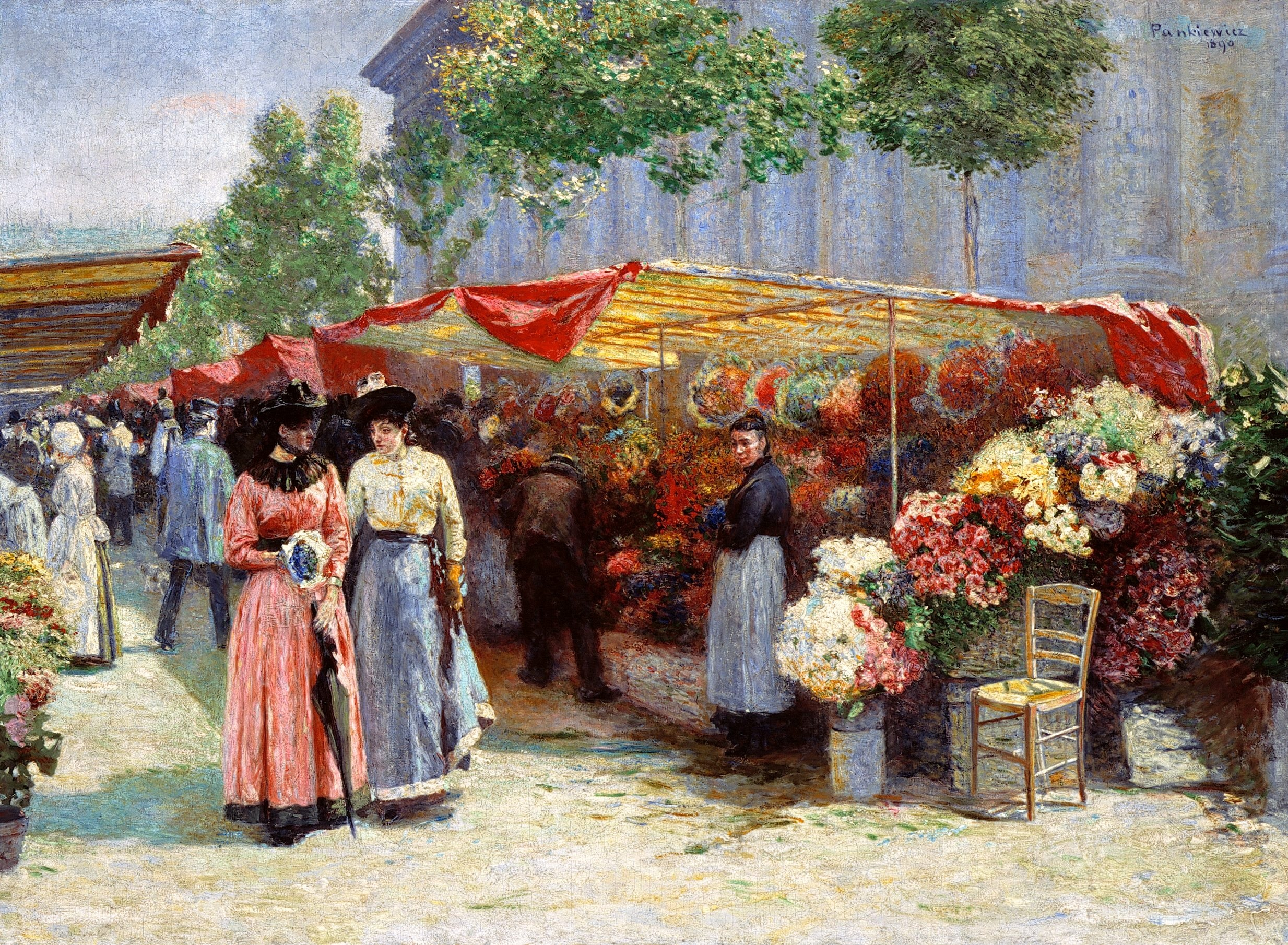
Piața de flori din fața Bisericii Sf. Magdalena din Paris
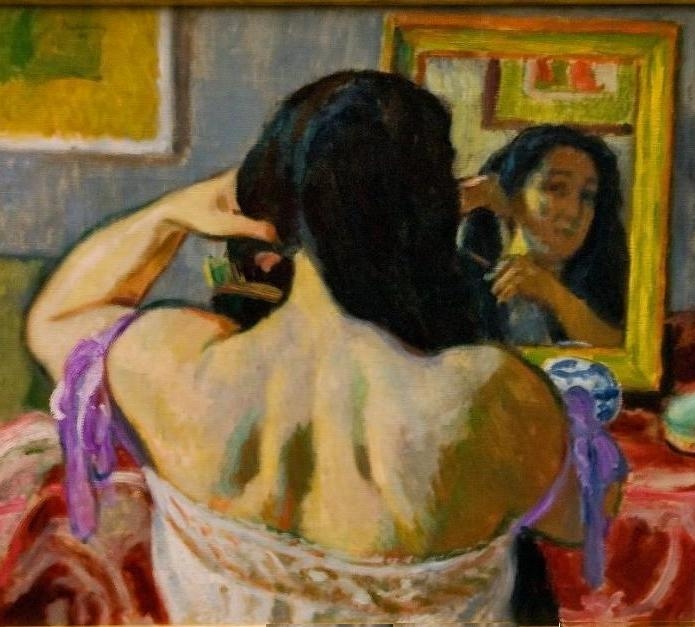
Femeie pieptănându-se
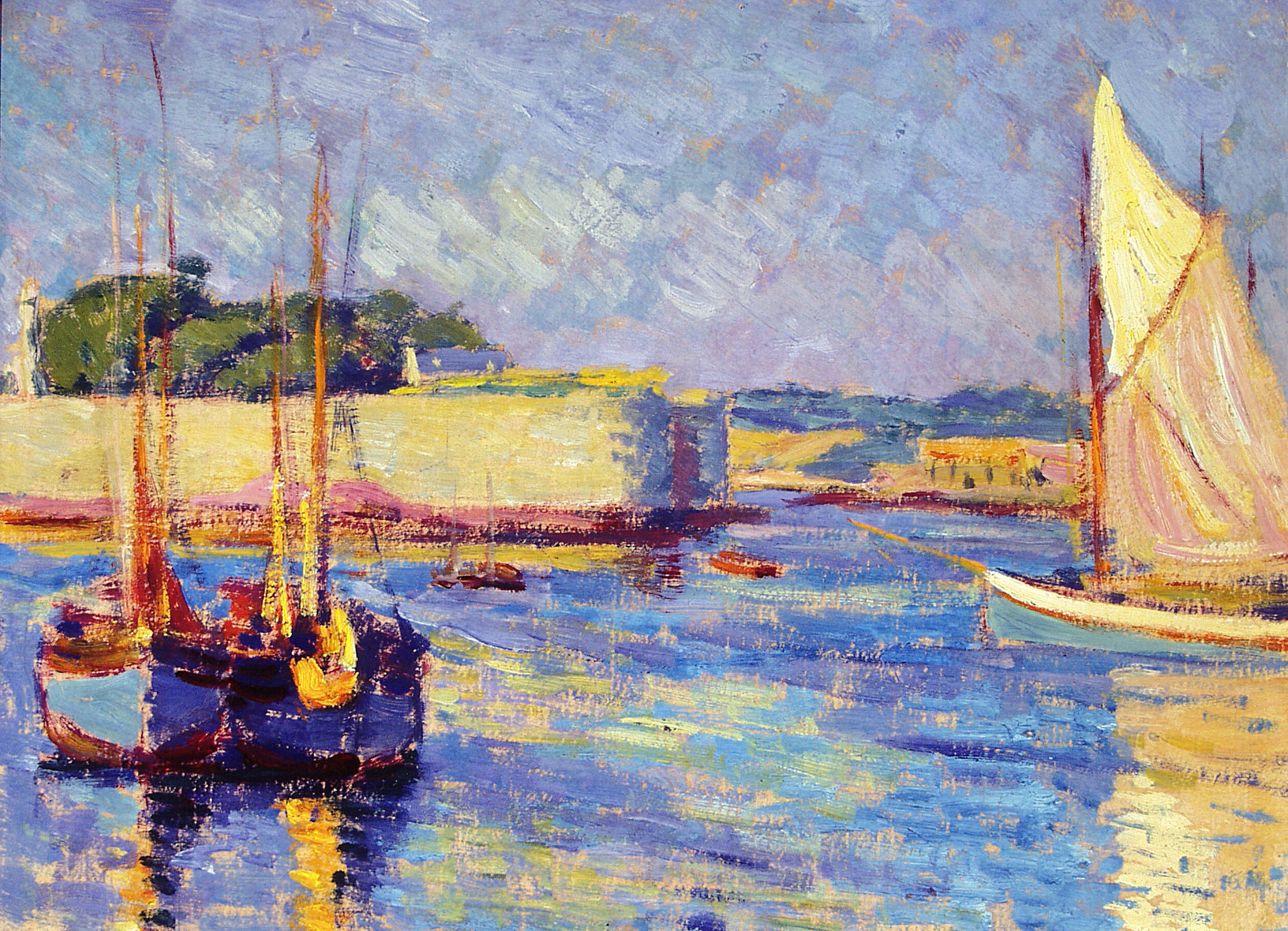
Portul Concarneau
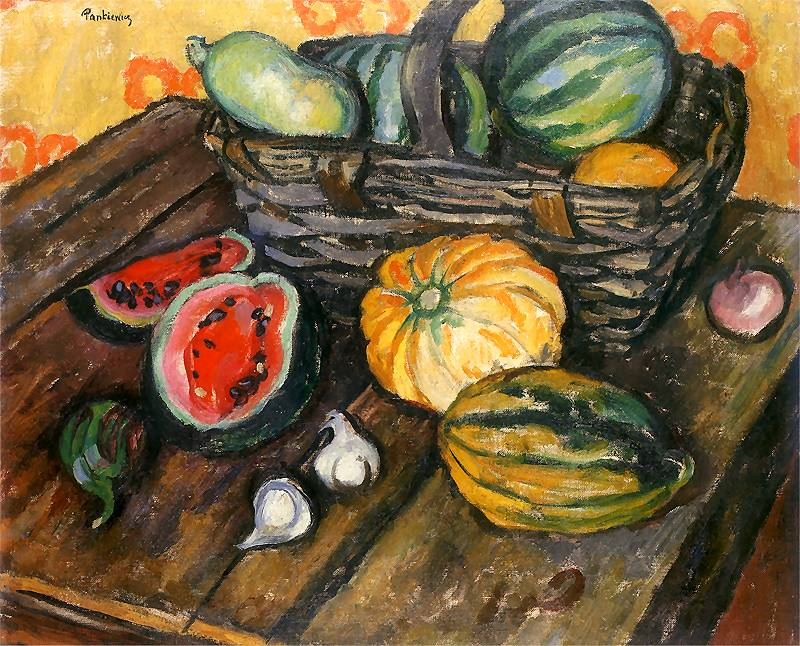
Natură moartă cu bostani și pepeni